# Namiq Quliyev
Namiq Quliyev (bzw. Namig Gouliev; * 13. Februar 1974 in Beyləqan, Rayon Beyləqan) ist ein aserbaidschanischer Schachspieler.

## Einzelerfolge
Im April 2003 gewann er ein Rating-Turnier in Nancy mit 9 Punkten aus 9 Partien, im Juli 2003 das 7. Internationale Open in Bischwiller und im August 2003 das Internationale Open in Charleroi. Im August 2004 gewann er das 11. Open International d’Ete in Nizza und im November 2004 das 11. Open de Lutece in Paris (mit 7 aus 7). Im September 2005 gewann er das Open des Young Masters in Lausanne (gemeinsam mit Tigran L. Petrosjan und Daniel Fridman) und im Oktober 2005 nach Feinwertung das Klaus-Junge Open in Hamburg. Im Dezember 2006 gewann er das Tournoi de Grands Maitres in Paris mit zwei Punkten Vorsprung. Im Februar 2007 gewann er das 5. Festival Meurthe et Moselle-Turnier in Nancy, im Juli 2008 das 42. Internationale Festival in Bagneux, im November 2008 punktgleich vor Alberto David das Évry Open und im April 2009 das 27. Open in Metz. Das internationale Open in Malakoff gewann er im April 2010 und April 2013, das HSG Open in Hilversum im Juni 2012 und Juni 2013.
2011 nahm er am Schach-Weltpokal teil, scheiterte aber in der ersten Runde an Baadur Dschobawa.
Der in Paris lebende Namiq Quliyev trägt seit August 2005 den Titel Großmeister. Die drei notwendigen Normen hierfür erzielte er im Juli 2004 bei der internationalen Pariser Meisterschaft, in der französischen Mannschaftsmeisterschaft 2004/05 und im Juli 2005 bei einem offenen Turnier in Illkirch-Graffenstaden. Im Februar 2015 liegt er auf dem neunten Platz der aserbaidschanischen Elo-Rangliste.

## Mannschaftsschach
Quliyev spielte am dritten Brett der aserbaidschanischen Nationalmannschaft bei den Schacholympiaden 1994 in Moskau und 2006 in Turin. Bei der Mannschaftseuropameisterschaft 2005 in Göteborg hatte er am Reservebrett zum aserbaidschanischen Aufgebot gehört, war jedoch nicht eingesetzt worden.
Er spielt für Vereine in Frankreich (2004 für Echiquier Nanceien, 2005 für Bischwiller, 2007 für Paris Chess XV, 2009 für Pion du Roi – Lèves), Belgien (für Cercle d’Échecs Fontainois, mit denen er 2019 Meister wurde), den Niederlanden (für En Passant Bunschoten-Spakenburg, mit dem er 2016 Meister wurde), Ungarn (für Aquaprofit NTSK, mit dem er 2017 Meister wurde) und Luxemburg (für De Sprénger Echternach, mit dem er 2005 luxemburgischer Mannschaftsmeister wurde). In der Deutschland spielt er seit der Saison 2007/08 für den Schachclub Eppingen, zunächst in der 1. Bundesliga, in der Saison 2015/16 in der 2. Bundesliga.